# Норте-Чико (культура)

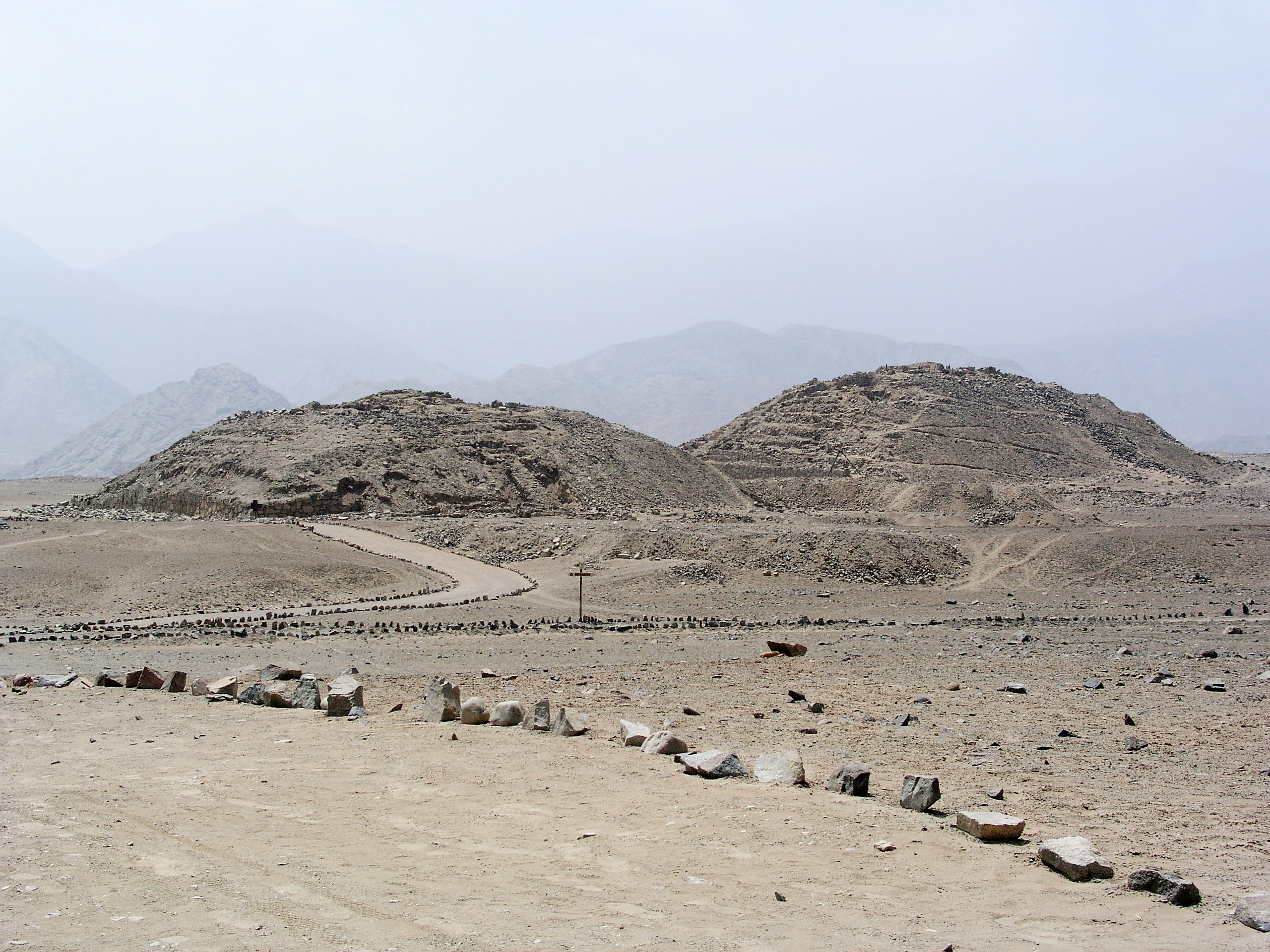
Руїни Каральської цитаделі

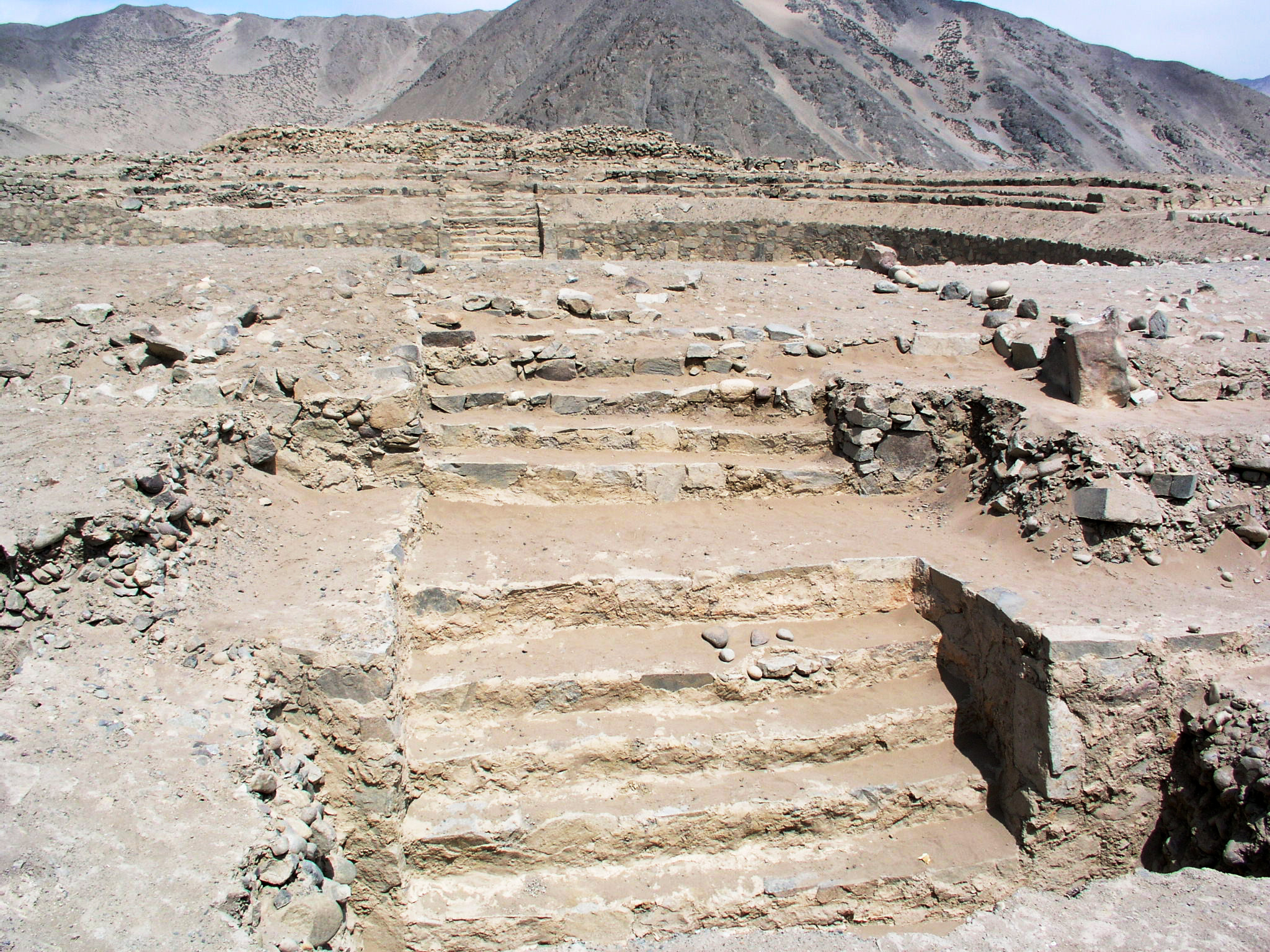
Руїни Каральської піраміди

Культура Норте-Чико, Корал або Каральська культура — археологічна культура, що існувала в районі Норте-Чико на північно-центральному узбережжі Перу. Представники культури утворили найстародавнішу з відомих доколумбових держав Америки, що процвітала в період з 30 по 18 століття до н. е., у так званий докерамічний (передкерамічний) період. Альтернативна назва - Каральська культура - походить від назви місцевості Караль в долині Супі на північ від Ліми, де був виявлений крупний археологічний пам'ятник даної культури. Залишки культури Норте-Чико вперше виявила археолог Рут Шейді Соліс в 1997 році.
Згідно з найпоширенішою археологічною номенклатурою, Норте-Чико — докерамічна культура пізнього архаїчного періоду доколумбової ери. Кераміка у залишках культури повністю відсутня, кількість творів мистецтва надзвичайна мала. Найвражаючим досягненням культури Норте-Чико є її монументальна архітектура, що включає горбоподібні платформи і круглі площі. Археологічні дані дозволяють припустити, що дана культура володіла технологією виготовлення тканин. Можливо, існувало поклоніння символам божеств, характерне і для інших андійських доколумбових культур. Передбачається, що для управління стародавньою культурою Норте-Чико була потрібна складна система управління, проте і досі залишаються без відповіді питання про те, як вона функціонувала.
Про існування в цих місцях стародавніх поселень археологам стало відомо як мінімум з 1940-х років. Найранішні розкопки відбулися в Асперо на узбережжі, де останки поселення були виявлені в 1905 році, і пізніше в Каралі, далі від узбережжя. Перуанські археологи на чолі з Рут Шейді Соліс встановили існування цієї стародавньої цивілізації в кінці 1990-х років, після розкопок в Каралі. Услід за розкопками послідували публікації в 2001 році в журналі «Science», де була опублікована стаття про Каральську цивілізацію, і в 2004 році в журналі «Nature», де була опублікована стаття про роботу археологічної експедиції і було наведено датування радіовуглецевим методом Дані розкопки викликали широкий інтерес серед археологів і істориків. Цивілізація Норте-Чико виникла через тисячоліття після появи цивілізації шумерів та була сучасником пірамід стародавнього Єгипту, і передували месоамериканській ольмекській культурі майже на 2 тисячоліття.

## Ресурси Інтернету
- Первые архитекторы Америки [Архівовано 27 вересня 2008 у Wayback Machine.] Грани.ru (рос.)
- Caral [Архівовано 21 лютого 2009 у Wayback Machine.] Arqueologia del Peru (ісп.)
- Cultura Coral Inkanova.com (ісп.)